# صحن

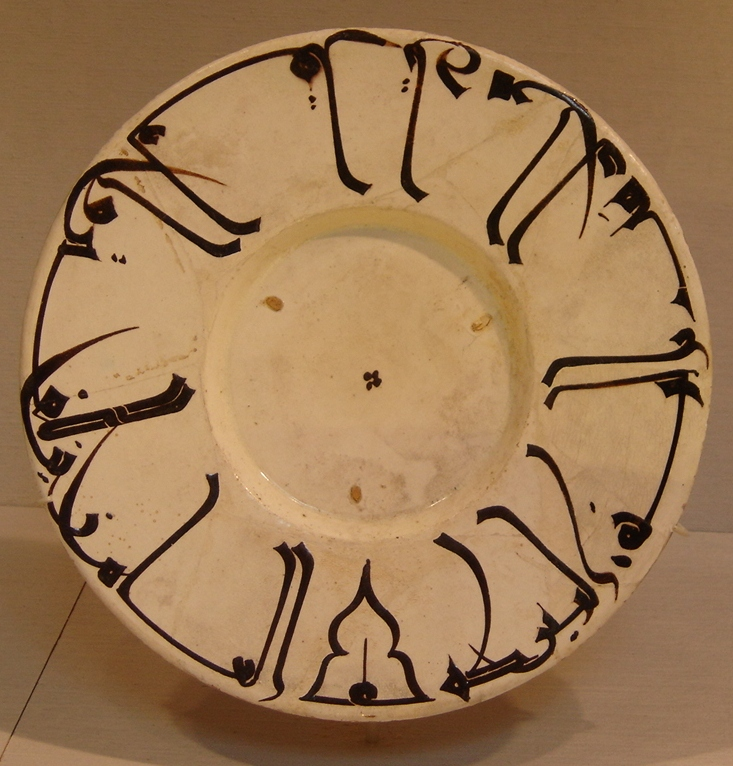
طبق صنع في عهد البويهيين.

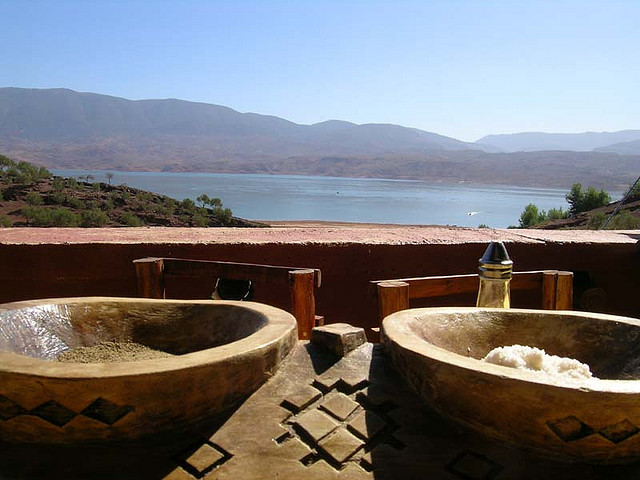
طبقين أمام سد بين الويدان - المغرب.

الصحن (بالإنجليزية: Plate)‏ هو نوع من الأواني ذو شكل مسطح واسع وأحياناً مقعر بعض الشيء يستخدم بشكل رئيسي لأغراض تقديم الطعام.، ويمكن استخدامه لأغراض الزينة، وقد تكون الصحون بمقاسات وأحجام مختلفة اعتماداً على الغرض من استخدامها.

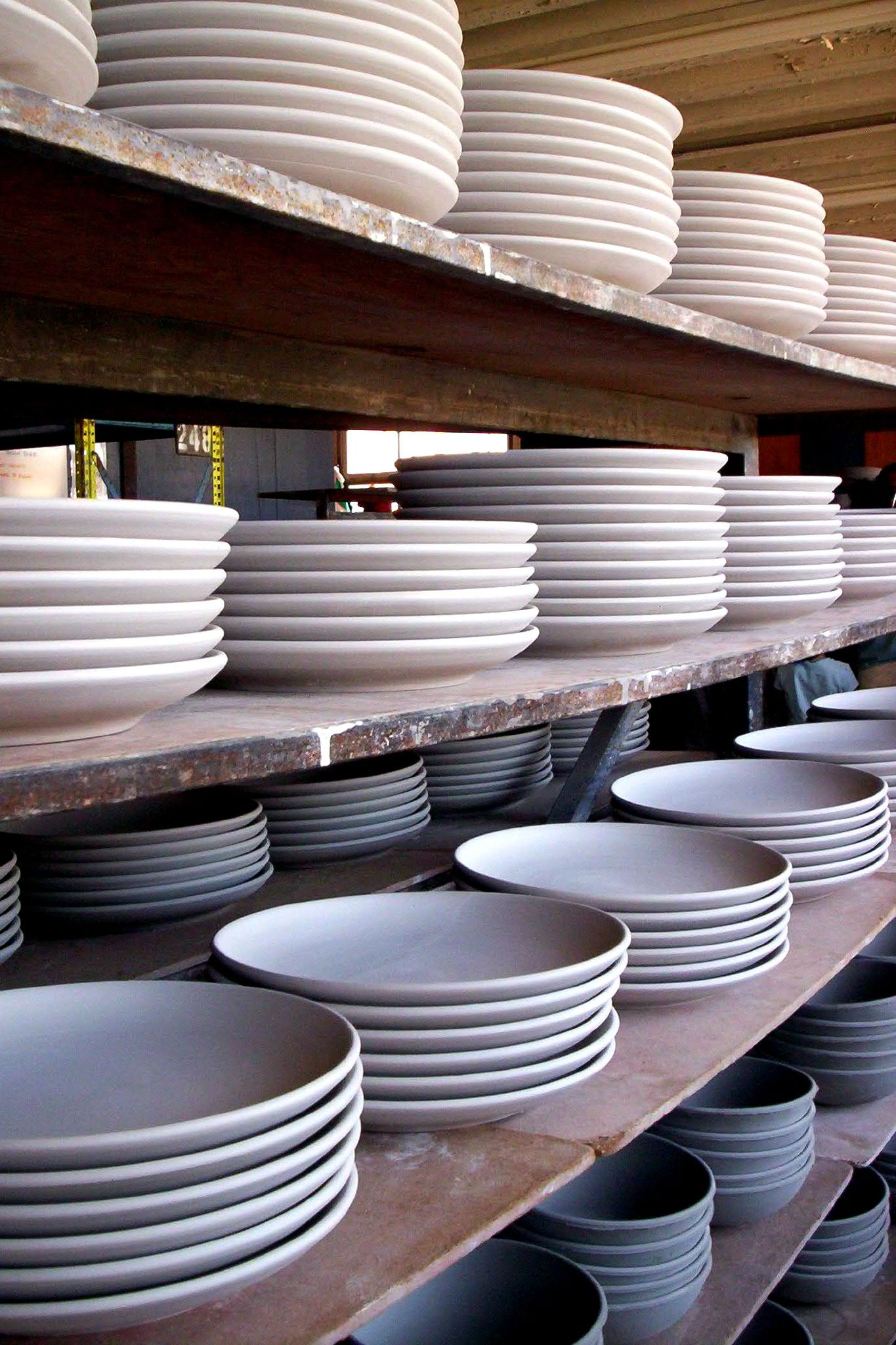
صحون بيضاء موضوعة على رفوف

يتم تصنيع الصحون في العادة من مواد الخزف أو البورسلين أو الزجاج وأحيانا الخشب أو الحجارة، وتوجد أيضا صحون مصنعة من الورق معدة للاستخدام لمرة واحدة.
«لا ينبغي الخلط بين الصحن والطبق»

## معرض صور

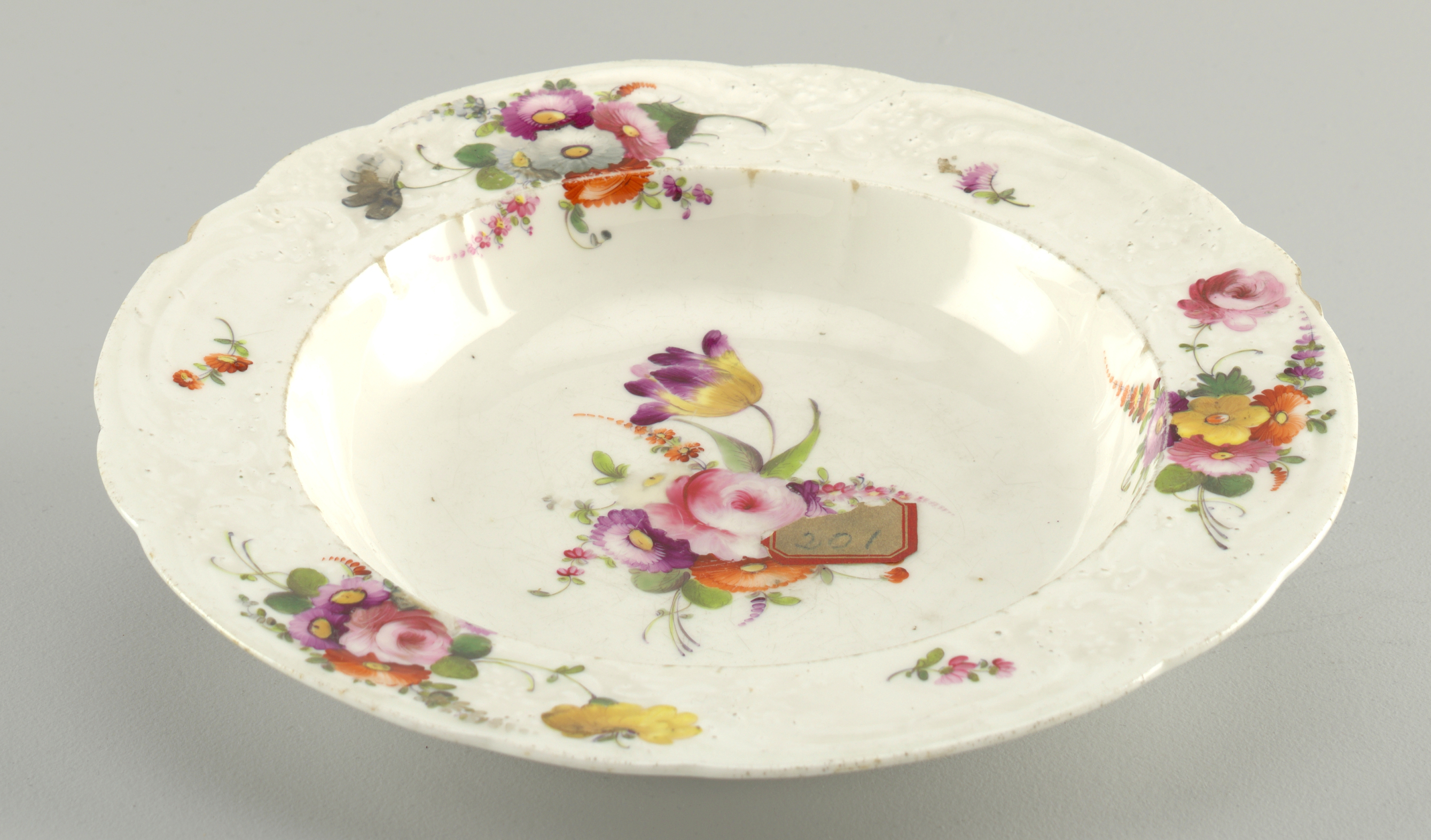
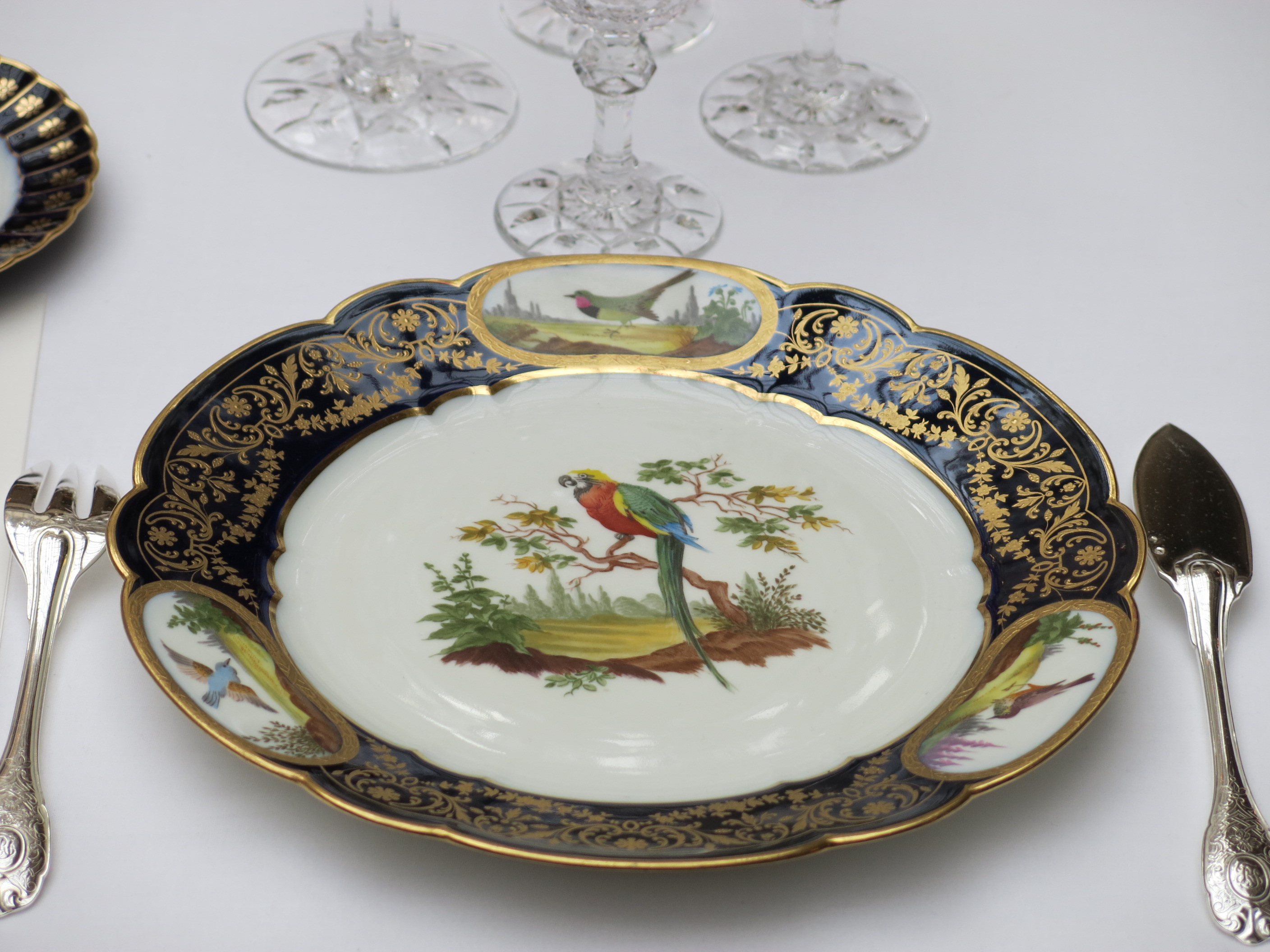
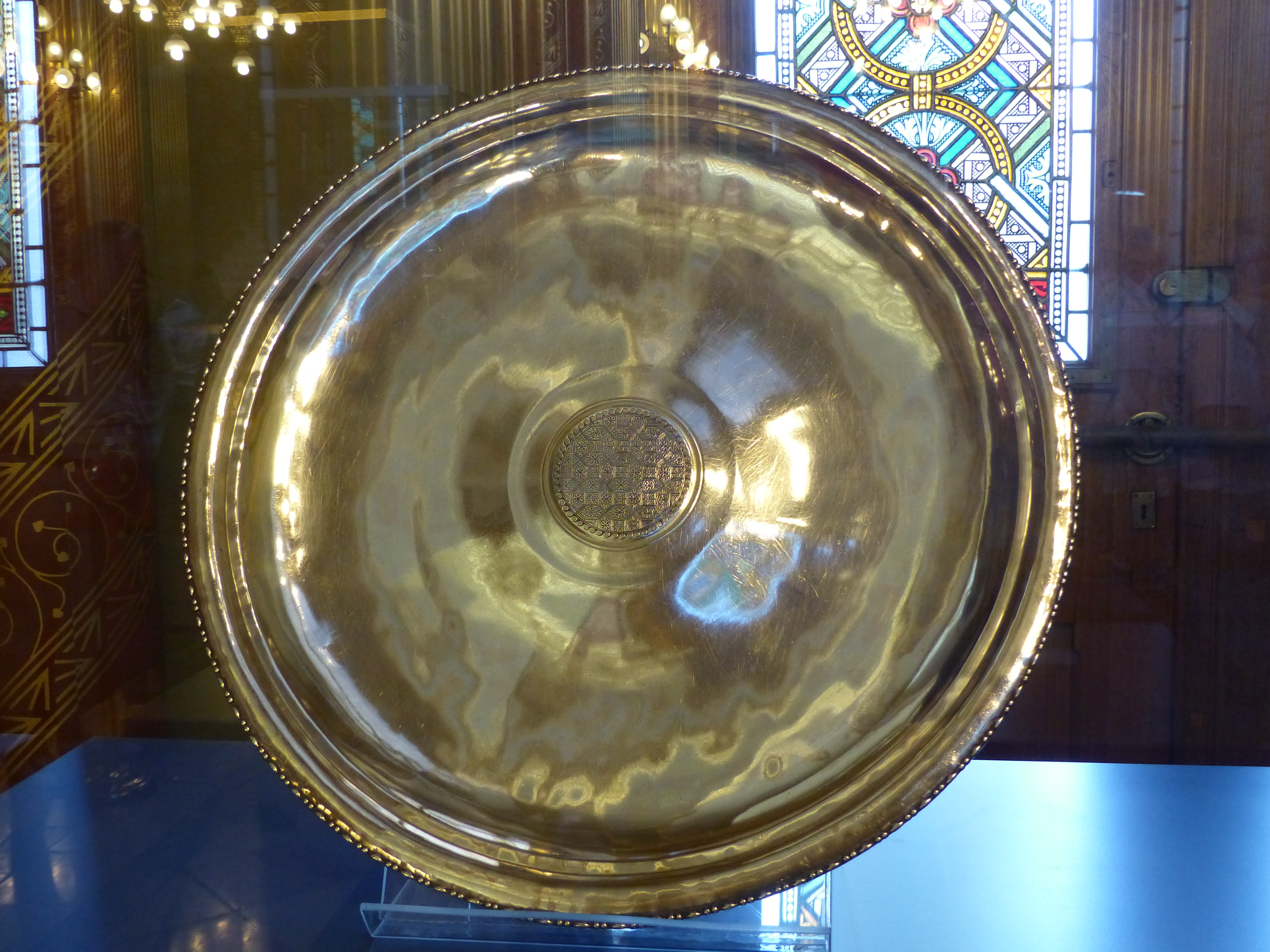
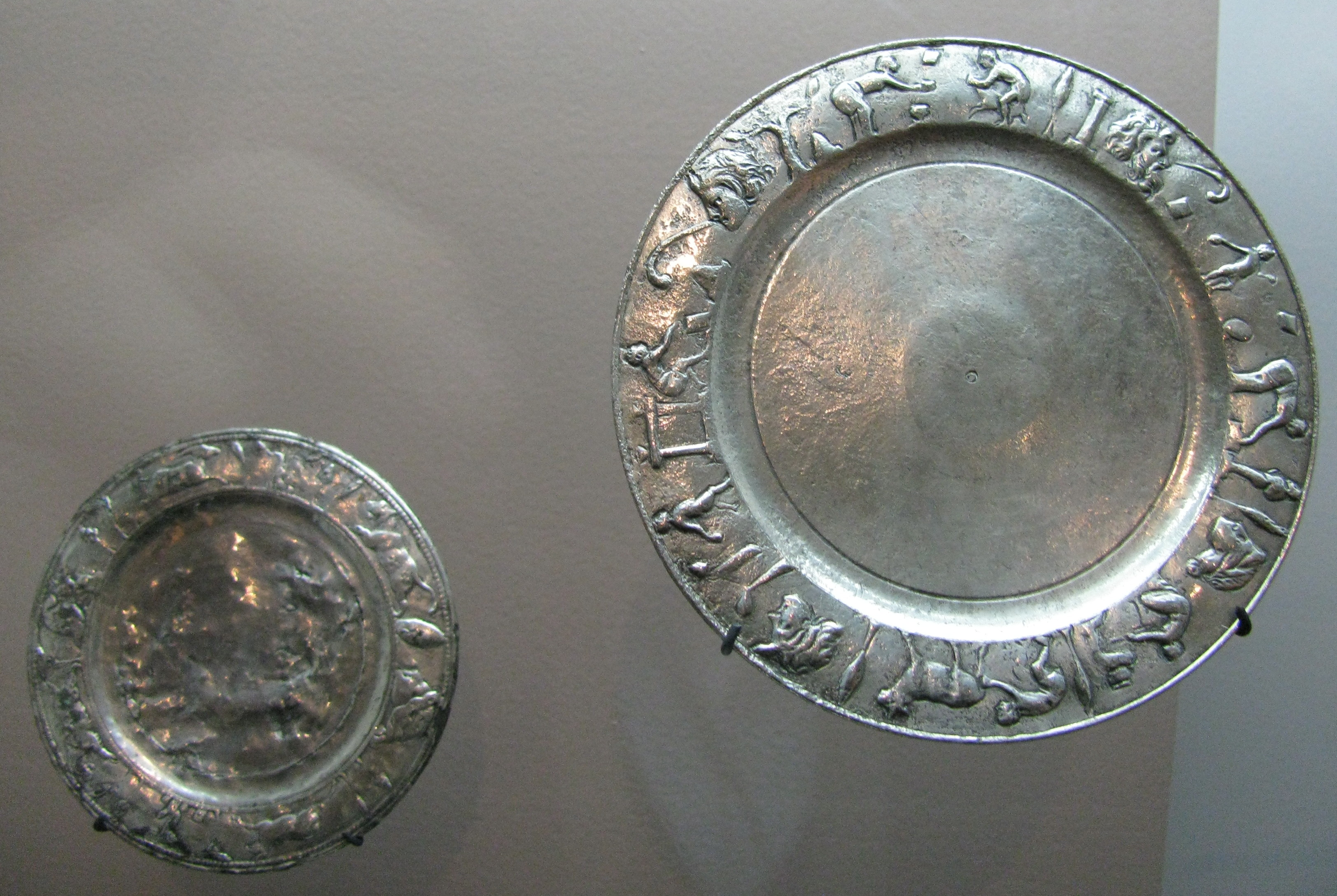
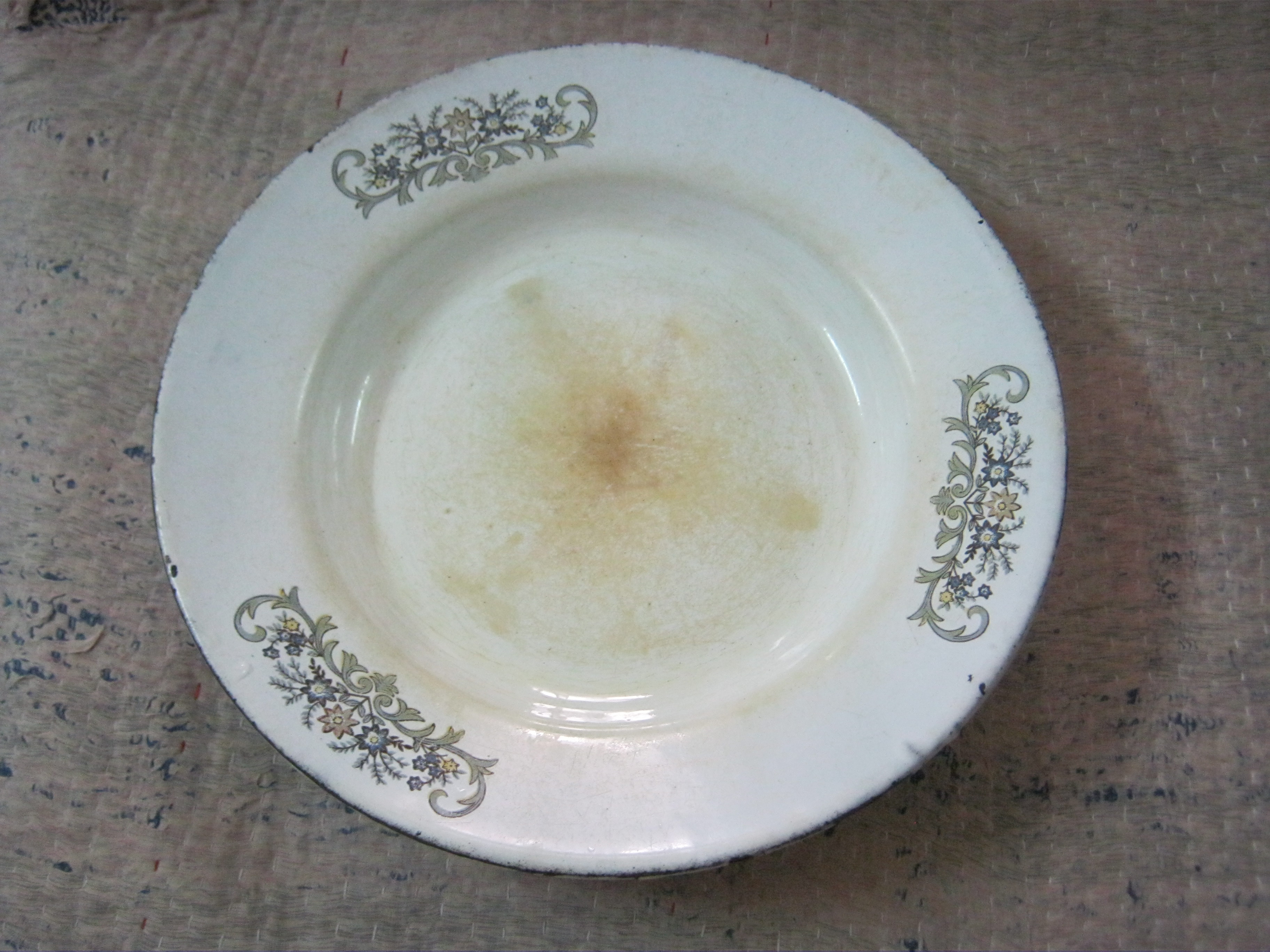
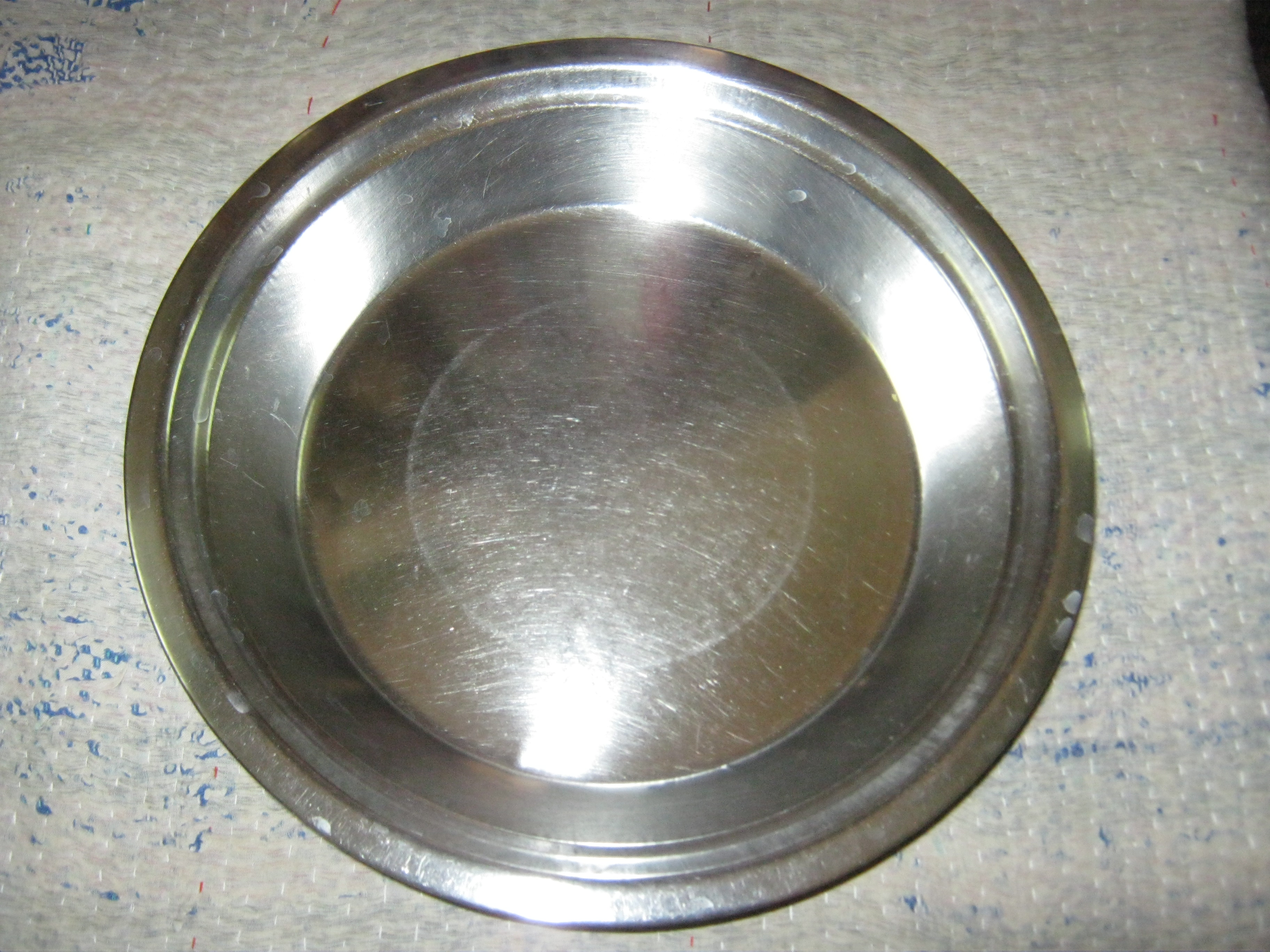